# Bassania schreiteri
Bassania schreiteri là một loài bướm đêm trong họ Geometridae.